# それいけ!アンパンマン ハピーの大冒険
『それいけ!アンパンマン ハピーの大冒険』（それいけアンパンマン ハピーのだいぼうけん）は2005年（平成17年）7月16日公開の映画『それいけ!アンパンマン』シリーズ通算第17作。同時上映作品は『それいけ!アンパンマン くろゆき姫とモテモテばいきんまん』（それいけアンパンマン くろゆきひめとモテモテばいきんまん）。
全日本私立幼稚園連合会、社会福祉法人日本保育協会推薦作品。キャッチコピーは、『さあ!アンパンマンと本当の勇気をさがしにいこう!』。

## 概要
「本当の強さとは、勇気とはなにか」をテーマにした作品。近年の劇場版では、女性タレントの起用によりゲスト側の主人公は女の子に固定されていたが、本作ではともさかりえがアンパンマンに憧れる男の子、ハピーを演じる。　

## あらすじ
アンパンマンに憧れている男の子・ハピー。ある日、戦う彼のかっこいい姿に憧れ、住処であるドデカツリーを飛び出す。長旅の末アンパンマンと出会ったハピーは彼に弟子入りするが、人助けばかりで地味なアンパンマンの日常にがっかりする。
そんな時、謎のイモムシ・グリンガを連れたばいきんまんが登場、力で相手をねじ伏せる悪の道へとハピーを誘う。やがて、怪物に変身したグリンガに食い荒らされて絶滅寸前になってしまうドデカツリー。必死で守ろうとするアンパンマン達。そのときハピーが見たアンパンマンの真実の姿とは？

## 登場キャラクター（キャスト）
詳細はアンパンマンの登場人物一覧を参照。

### レギュラーキャラクター
アンパンマン
声 - 戸田恵子
自身が傷つくことを覚悟で、飢えに苦しむ人や困っている人を助ける彼の“逆転しない正義”がTVアニメよりも強調して描かれていた。
ハピーといるときでも変わらず（グリンガの暴食と対照的に）、自身の顔を分け与えたり、迷子の子猫の親をさがしたり、自身が傷つくことを承知の上で地味な人助けを進んで行った。
テーマソング『つよさとは何』の歌詞にあるように、彼の本当の強さとは「愛」や「優しさ」である。
悪役であるばいきんまんの危機を助けたり、彼との戦いよりも困っているみんなを安全なところへ避難させることを優先したりしていた。
ばいきんまん
声 - 中尾隆聖
本作では一貫して「悪」の立場を貫いており、グリンガに離反され、アンパンマンに助けられてもなおグリンガを応援した。
その報いなのか、グリンガの敗北に伴いジャムおじさん達やドキンちゃん、ホラーマンが元の姿に戻った中、ばいきんまんのみ蛾の姿に変貌した。なお、本作から翌々年の『シャボン玉のプルン』までの作品のEDでは、バイキン城でばいきんまん（達）が元の姿に戻ろうとする映像が挿入されている。
自身の強さとは「悪」であると考えている。
ジャムおじさん
声 - 増岡弘
バタコさん
声 - 佐久間レイ
めいけんチーズ
声 - 山寺宏一
しょくぱんまん
声 - 島本須美
自身の強さを「美しさ」とハピーに回答した。
カレーパンマン
声 - 柳沢三千代
自身の強さを「辛さ」とハピーに回答した。カレーのない状態でSLマンを持ち上げるシーンで一瞬だけマントの色がアンパンマンと同じ茶色になっていた（ただし、襟の色は通常通り黄色）。
メロンパンナ
声 - かないみか
強さとは何かというハピーの質問に「よくわからない」と回答した。
クリームパンダ
声 - 長沢美樹
ハピーは強さとは何かと聞こうとしたが、クリームパンダがお菓子を食べるのに夢中だったため、聞くのをやめた。
ドキンちゃん
声 - 鶴ひろみ
ばいきんまんの仲間であるが、彼とは異なり、グリンガに攻撃されて以降はアンパンマンを応援している。
ホラーマン
声 - 肝付兼太
ばいきんまん達と当初は行動しているが、本編後半ではドキンちゃんと同様にアンパンマンを応援する。
ドクター・ヒヤリ
声 - 千葉繁
劇場版への登場は、『ゆうれい船をやっつけろ!!』以来10年ぶりとなったが、出番は非常に少なく、前半で宅配便内の映像として30秒ほど登場した後はEDしか登場しない。
SLマン
声 - 西村朋紘
みみせんせい
声 - 滝沢ロコ
カバオくん
声 - 山寺宏一
ピョン吉
声 - 原えりこ
ウサ子
声 - 中村ひろみ
ちびぞうくん
声 - 坂本千夏
ネコミ
コンタ
クマ太
モン吉
ブタお
ウサオ
かびるんるん

### ゲストキャラクター
ハピー
声 - ともさかりえ
性別 - 男
ドデカツリーに住んでいる、負けず嫌いな男の子。アンパンマンの悪者をやっつける姿に憧れていて、アンパンマンのように強くなるのが夢。ドデカツリーの葉に乗ると空を飛べる。アンパンマンに弟子入りするものの、彼の“悪者退治”ではなく“地味な人助け”をする姿をみて幻滅し、ばいきんまんの交渉に応じてドデカツリーに誘導する。しかしグリンガと戦うアンパンマンの姿を見て本当の強さを知る。
ハピタロウ
声 - 西村朋紘
性別 - 男
ドデカツリーに住むガキ大将。ハピーをよく誂ったり、張り合ったりする。自身をアンパンマンより強いと豪語するが、ラストシーンではハピーの“本当の強さ”を理解し心を入れ替えた模様。
ハピキチ
声 - 豊嶋真千子
性別 - 男
ドデカツリーの住人。ハピタロウの相棒。
ハピジイ
声 - 相沢正輝
性別 - 男
ドデカツリーの村長。ドデカツリーの子供たちに紙芝居を読んで聞かせる。
グリンガ
声 - 不明
ドクター・ヒヤリがばいきんまんに送ったイモムシ。何でも食べるが、ドデカツリーの葉でないと巨大化しない。それに気づいたばいきんまんがハピーを騙してドデカツリーに連れてきて、巨大化。更にバイキン草も食べて糸を吐き出すようになり、やがてカメレオンと蛾が融合したような空飛ぶ怪獣に変態。成虫の姿になったグリンガの触角からみんなをイモムシに変える光線が発射される。アンパンマンとの空中戦の末にアンパンチでやられたように見えたが、メタルグリンガへと変身した。
メタルグリンガ
アンパンマンとの戦いの途中に金属の姿に変身したグリンガ。鋭い刃物の羽で何でも切り裂く。体が正しく鉄のようになり、アンパンチが効かない。アンパンマンのマントを切り裂き絶体絶命の危機に陥れるが、ハピーと仲間たちの協力により、羽に自分の糸が絡まって切れ味が落ちて、ドデカツリーに引っかかったところを体内に侵入され、体内のバイキン草を破壊されて敗れるも命は残る。
フェアリー・グリンガ
アンパンマンとハピーにやられたメタルグリンガが大量に分裂した綺麗な蝶。荒れ果てたドデカツリーやイモムシにされたみんなを元に戻し、どこかへ飛び去っていった。

### その他の登場キャラクター
猫の親子
声 - 佐久間レイ（母猫）、かないみか（子猫）
まきばのモオさん
声 - 西村朋紘
アンパンマンやハピーに仕事を手伝ってもらった。
やぎじいさん
声 - 千葉繁
アンパンマンやハピーに仕事を手伝ってもらった。
ストーンマン
声 - 坂本千夏
あんパンを食べさせてもらった。
かぜこんこん
声 - 山寺宏一
氷の国ではなくなぜか洞穴に住んでいた。アンパンマンに顔を食べさせてもらった。
ナキウサギ
はずれた車輪を直すのを手伝ってもらった。
ナキウサギのお母さん
やかんまん
砂漠で行き倒れそうになっているところをアンパンマンに助けてもらう。
ペンギンぼうや
氷の崖から転落するもアンパンマンに救出される。
アンコラ
砂漠のところで足をすくわれていた所をアンパンマンに救護される。
ヨットのセーラーくん
乗っている船が引っ掛かっていた所をアンパンマンに助けてもらう。
どんぶりまんトリオ
てんどんまん
カツドンマン
かまめしどん
エンディングのワンシーンに登場。

## 用語
ドデカツリー
ハピー達が暮らす巨木。生えている葉はグリンガと相性がよく、何を食べても成長しなかったグリンガを短時間で巨大化させた。

### 乗り物
飛行船アンパンマン号

#### バイキンメカ
バイキンUFO
スーパーもぐりん潜水型
ハピジイが読み聞かせていた紙芝居に登場するバイキンメカ。攻撃用のかびるんるんとロケットエンジンを搭載している。紙芝居の中でアンパンマンと戦って敗れた。
だだんだん
容姿はバイキンロボットに近いが、劇中では「だだんだん」と呼称。今作では「悪の力」の象徴となっており、バズーカになる傘や胴体から射出する巨大鉄球など、今までに比べ武装が豊富。ドデカツリーでカレーパンマンとしょくぱんまんと戦い、二人の連携プレーに敗れた。

## スタッフ
- 制作 - 加藤俊三
- 企画 - 奥田誠治
- 原作 - やなせたかし「ハピーのだいぼうけん」（フレーベル館刊）
- プロデューサー - 尾崎隠、山崎喜一朗、小野利恵子
- 脚本 - 米村正二
- 主題歌 - やなせたかし、三木たかし
- 音楽 - いずみたく、近藤浩章
- キャラクターデザイン・作画監督 - 前田実
- 美術設定 - 水谷利春
- 美術監督 - 石垣努、小山田有希
- 色彩設計 - 金井てるみ
- 撮影監督 - 白尾仁志
- 編集 - 鶴淵允寿、鶴渕和子
- 音響監督 - 山田知明
- 音楽監督 - 鈴木清司
- 音響効果 - 糸川幸良
- 文芸担当 - 小野田博之
- 担当プロデューサー - 久保雄輔
- 演出 - 島崎奈々子
- 監督 - 矢野博之
- 原画 - 菖蒲隆彦、星名靖男、遠藤栄一、山内貴美子、日置正志、大島美和、他
- 作画監督補 - 大道博政
- アニメーション制作 - 東京ムービー
- 協力 - 読売新聞社
- 製作 - アンパンマン製作委員会（日本テレビ、VAP、トムス・エンタテインメント、フレーベル館、やなせスタジオ）
- 配給 - 東京テアトル、メディアボックス

## 楽曲
オープニング『アンパンマンのマーチ』
エンディング『勇気りんりん』
作詞：やなせたかし、作曲：三木たかし、編曲：大谷和夫、歌：ドリーミング
テーマ曲
『つよさとは何?』
作詞：やなせたかし、作曲：ミッシェル・カマ、丸山武彦、編曲：稲見英夫、歌：ドリーミング
『悪いはすてき』
作詞：やなせたかし、作曲・編曲：高田耕至、歌：中尾隆聖
CD等では、ばいきんまんの久しぶりの新曲と紹介されていた（実質「バイキントリオ 3ばいパンチ」以来9年ぶり）。

## それいけ!アンパンマン くろゆき姫とモテモテばいきんまん
『それいけ!アンパンマン ハピーの大冒険』の同時上映作品。劇場版アンパンマンシリーズで唯一のラブコメ作品。また、前作まで台詞なしで登場したり､未登場だったパン戦士の中でしょくぱんまんとカレーパンマンが本作から4年間同時上映へ登場することにその代わり､メロンパンナとクリームパンダ ロールパンナは未登場となった。

### あらすじ
湖の畔の別荘にいたばいきんまん達。ドキンちゃんに命令されてフルーツを取りに行ったばいきんまんは、とある雷雲へたどり着いた。そこには、くろゆき城という城があり、くろゆき姫というお姫様がいた。
黒いものが大好きなくろゆき姫は、ばいきんまんに惚れ、別荘を真っ黒けにしてしまった。町も黒く染まっていく中、ドキンちゃんとくろゆき姫のばいきんまんをめぐる大喧嘩が始まって……!?

### 用語
くろゆき城

### レギュラーキャラクター
アンパンマン
声 - 戸田恵子
ばいきんまん
声 - 中尾隆聖
本作の主役。くろゆき姫と恋仲になるが、ラストでこなゆき姫に戻った彼女の誘いを「俺様は悪役だから行くわけにはいかない」と断り、「気持ちだけもらっておく」と言って別れを告げた。
ジャムおじさん
声 - 増岡弘
バタコさん
声 - 佐久間レイ
めいけんチーズ
声 - 山寺宏一
ドキンちゃん
声 - 鶴ひろみ
ホラーマン
声 - 肝付兼太
しょくぱんまん
声 - 島本須美
同時上映作品の台詞付き登場は『おむすびまんと夏祭り』以来6年ぶりとなる。また、本作の同時上映から4年間同時上映へ登場することとなった。ただし､『ばいきんまんvsバイキンマン!?』のみ登場しない。
カレーパンマン
声 - 柳沢三千代
『カレーパンマンとまほうのふで』以来8年ぶりの（台詞付き）同時上映作品登場となる。終盤では、同時上映作品では久々に3人で活躍するシーンも存在する。しょくぱんまんと同様､この同時上映から登場することとなった。ただし､『ばいきんまんvsバイキンマン!?』のみ登場しない。
クマ太
声 - 若林直美
カバオくん
声 - 山寺宏一

### ゲストキャラクター
くろゆき姫 / こなゆき姫
声 - 愛華みれ
雷雲の中のくろゆき城のお姫様。黒い物が大好きで、手に持っている黒水晶の杖で何でも真っ黒に塗る。黒い体のばいきんまんに惚れてしまう。2000年のTVスペシャルに登場した黒雪姫とは別人で、本当はこなゆき城のお姫様・こなゆき姫が黒い悪魔の呪いでくろゆき姫にされてしまった姿。黒水晶の杖が壊れたことによって、元のこなゆき姫に戻る。元の姿でもばいきんまんへの好意は残っており、彼を全身白くした上で一緒にこなゆき城へ行くよう誘うが「悪役だから」という理由で断られ、「粉雪が降ったら私のことを思い出してください」と別れを告げ、ユキダルマン達と共にこなゆき城へ帰っていった。
マックロマン / ユキダルマン
声 - 藤井恒久（日本テレビアナウンサー）
くろゆき姫の子分の七人の小人。本当はこなゆき姫と同じく黒い悪魔の呪いでマックロマンの姿に変えられたユキダルマン。くろゆき姫が持っている黒水晶の杖が壊れて、元のユキダルマンに戻った。

### その他の登場キャラクター
ブタお
キーコ
ちびぞうくん
ピョン吉
ウサ子
コン太
ネコ美

### スタッフ
- 製作 - 加藤俊三、長富忠裕
- 原作 - やなせたかし「アンパンマンとくろゆきひめ」（フレーベル館刊）
- プロデューサー - 尾崎隠通、吉野朋子、小野利恵子
- 脚本 - 金春智子
- 音楽 - いずみたく、近藤浩章
- 作画監督 - 大道博政
- 美術監督 - 砂川千里
- 色彩設計 - 平山礼子
- 編集 - 鶴淵允寿、鶴淵和子
- 撮影監督 - 川田敏寛
- 音響監督 - 山田知明
- 音楽監督 - 鈴木清司
- 音響効果 - 糸川幸良
- 文芸担当 - 小野田博之
- 担当プロデューサー - 久保雄輔
- 監督 - 難波日登志
- 原画 - 大道博政、和田佳純、会沢智美、馬場俊子
- アニメーション制作 - 東京ムービー
- 協力 - 読売新聞社
- 製作 - バップ

### 楽曲
テーマソング『くろゆき姫のタンゴ』
作詞：やなせたかし、作曲：ミッシェル・カマ、青野ゆかり、編曲：青野ゆかり、歌：愛華みれ
エンディング『いくぞ!ばいきんまん』
作詞：やなせたかし、作曲：いずみたく、編曲：近藤浩章、歌：中尾隆聖
エンディングの画面構成は前々作『怪傑ナガネギマンとドレミ姫』とほぼ同様だが、本作では全編ダイジェストとなり、背景が雪の結晶をモチーフとしたものになっている。
スタッフロールではこの曲はクレジットされていない。